# James Dayton
James Francis Dayton (Enfield, 12 dicembre 1988) è un ex calciatore inglese, di ruolo centrocampista.

## Carriera
Tra il 2007 ed il 2009 ha militato nel Crystal Palace, prima nelle giovanili e poi in prima squadra (nella quale non ha comunque mai esordito), trascorrendo durante questi anni anche due brevissimi periodi in prestito (entrambi nel 2008) prima allo Yeovil Town (2 presenze nella terza divisione inglese) e poi al Crawley Town (3 presenze nella quinta divisione inglese). Nel 2010, dopo una stagione trascorsa alla Glenn Hoddle Academy in Spagna (e quindi di fatto senza giocare per nessun club) firma un contratto triennale con il Kilmarnock, club della prima divisione scozzese; nella sua prima stagione complice un infortunio ad un ginocchio non supera quota 10 presenze in campionato (nelle quali segna anche 2 gol, i suoi primi in carriera tra i professionisti), mentre nelle stagioni 2011-2012 e 2012-2013 gioca con buona regolarità (altre 55 presenze ed altre 4 reti nella prima divisione scozzese). Nell'estate del 2013 rifiuta un'ulteriore contratto triennale offertogli dal Kilmarnock per firmare invece un contratto biennale con l'Oldham Athletic, club militante nella terza divisione inglese. Qui nella stagione 2013-2014 si guadagna un posto da titolare (34 presenze e 3 reti in incontri di campionato e 41 presenze e 4 reti tra tutte le competizioni ufficiali, coppe nazionali incluse), mentre nella stagione 2014-2015 dopo aver segnato una rete in ulteriori 17 presenze viene ceduto in prestito nella sessione invernale del calciomercato al St. Mirren, club della prima divisione scozzese. La sua seconda esperienza in Scozia inizia in modo estremamente positivo, dal momento che il 30 gennaio 2015 dopo soli sei minuti dal suo esordio realizza la rete che decide l'incontro di campionato tra i bianconeri ed i padroni di casa del Partick Thistle, ma prosegue in modo negativo per il club, che terminerà il campionato all'ultimo posto in classifica e con la retrocessione in seconda divisione. Dayton, che dopo il gol all'esordio aveva giocato altre 12 partite senza più trovare la via della rete, fa ritorno all'Oldham Athletic che non gli rinnova il contratto in scadenza lasciandolo così svincolato. Nell'estate del 2015 dopo un fugace tesseramento con lo Swindon Town (club della quarta divisione inglese, con cui non esordisce mai in competizioni ufficiali) passa al Cheltenham Town, con cui nella stagione 2015-2016 vince la quinta divisione inglese, restando in rosa anche nella stagione seguente, disputata in quarta divisione. Nell'estate del 2017 passa poi al Leyton Orient, club neoretrocesso in quinta divisione, con cui nella stagione 2018-2019 vince nuovamente questa categoria (perdendo tra l'altro anche una finale di FA Trophy); dopo la promozione rinnova il contratto in scadenza con il club londinese per ulteriori due stagioni, che trascorre entrambe in quarta divisione con il club biancorosso, che lascia al termine della stagione 2020-2021 per accasarsi al Dulwich Hamlet, club semiprofessionistico di Isthmian League (settima divisione), categoria in cui gioca per una stagione anche con l'Enfield prima di ritirarsi.

## Palmarès

### Club

#### Competizioni nazionali
- Coppa di Lega scozzese: 1

Kilmarnock: 2011-2012
- National League: 2

Cheltenham Town: 2015-2016
Leyton Orient: 2018-2019